# گای کارلتون، اولین بارون دورچستر
گای کارلتون، اولین بارون دورچستر (انگلیسی: Guy Carleton, 1st Baron Dorchester; ۳ سپتامبر ۱۷۲۴ – ۱۰ نوامبر ۱۸۰۸) سیاست‌مدار اهل پادشاهی متحد بریتانیای کبیر و ایرلند بود. او همچنین برندهٔ جوایزی همچون نشان حمام شده‌است.